# 士英街道 (锦州市)
士英街道，是中华人民共和国辽宁省锦州市古塔区下辖的一个乡镇级行政单位。

## 行政区划
士英街道下辖以下地区：
东电社区、新区社区、钟屯村、士英村、五星村和白老户村。